# St. Leonhard (Braunschweig)

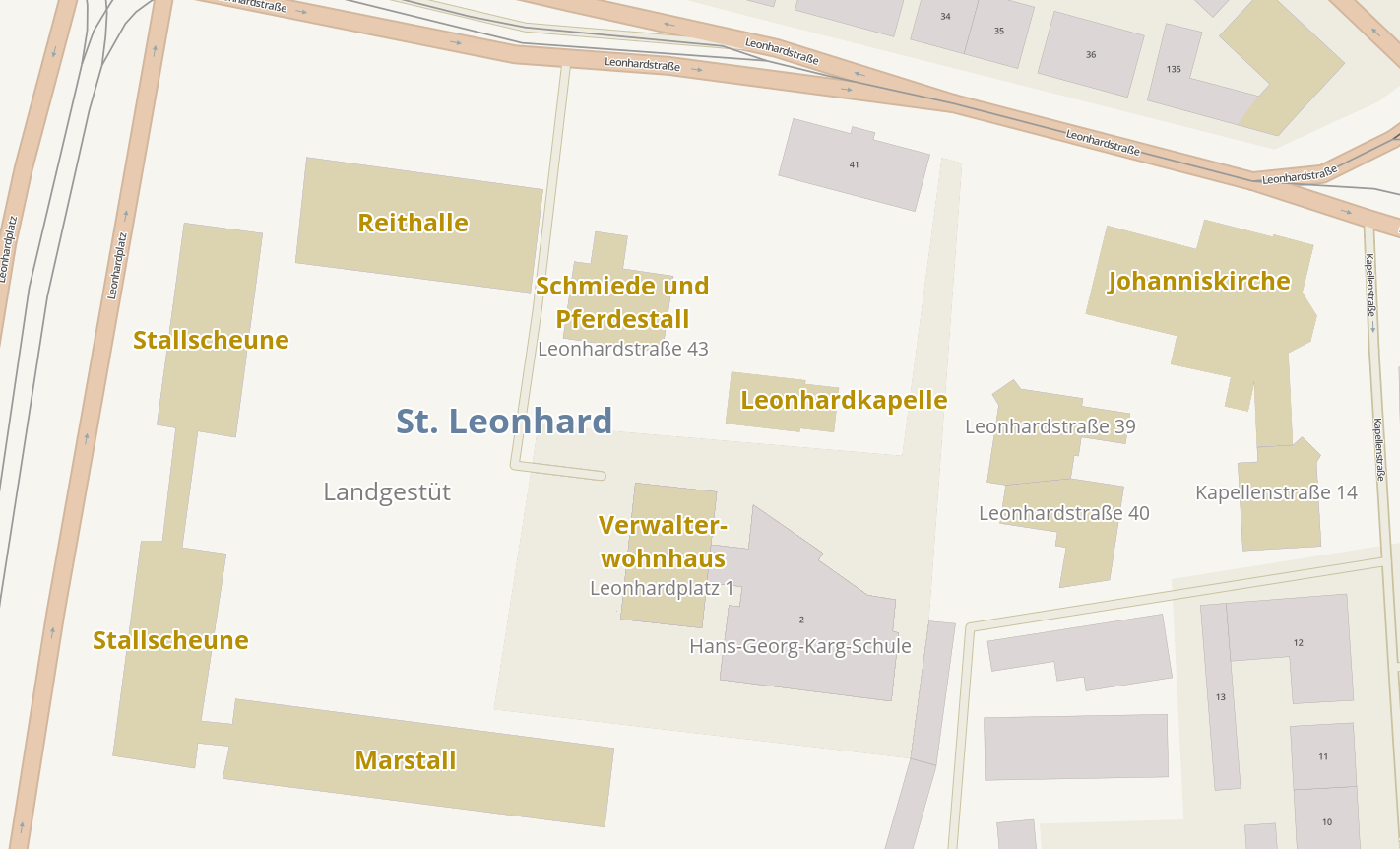
Il piano odierno di San Leonardo

St. Leonhard (San Leonardo) era un antico borgo adiacente alla città di Braunschweig, e oggi parte integrante della città. Il centro di questa borgata era rappresentato dalla cappella dedicata al santo e un convento.
Tra l'antica borgata e la città di Braunschweig si trovavano orti, campi e mulini che venivano utilizzati dalla città.
Dal 1860 il paese si sviluppò insieme alla città di Braunschweig. Il nome St. Leonhard rimase nell'onomastica stradale, come a Leonhardplatz. Oggi l'area della zona di St. Leonhard si qualifica come un quartiere moderno e polifunzionale, dove si trovano accanto ad abitazioni, sedi lavorative ma anche istituzioni educative, come scuole e centri sociali.

## Storia

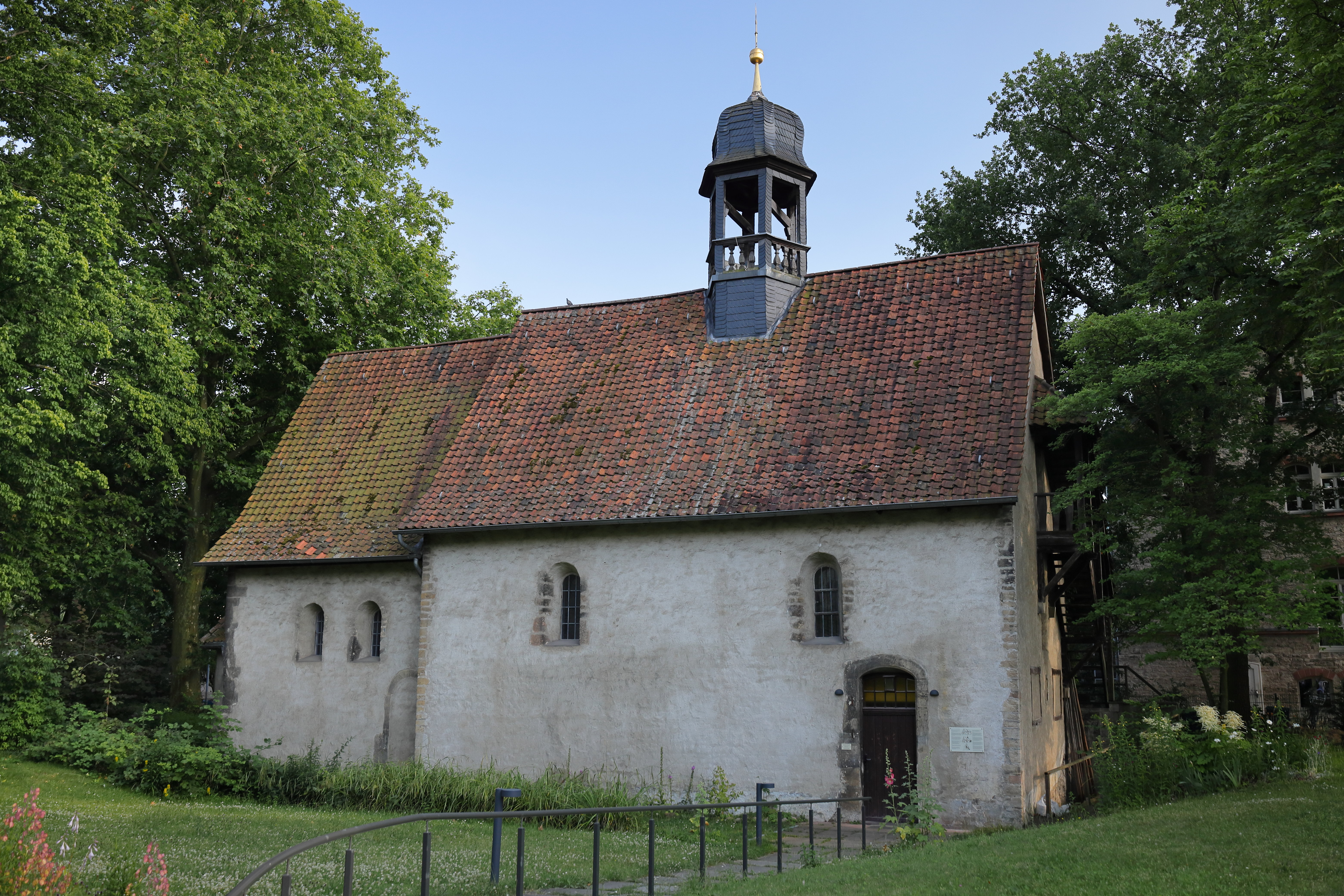
Vista della cappella St. Leonhard da nord

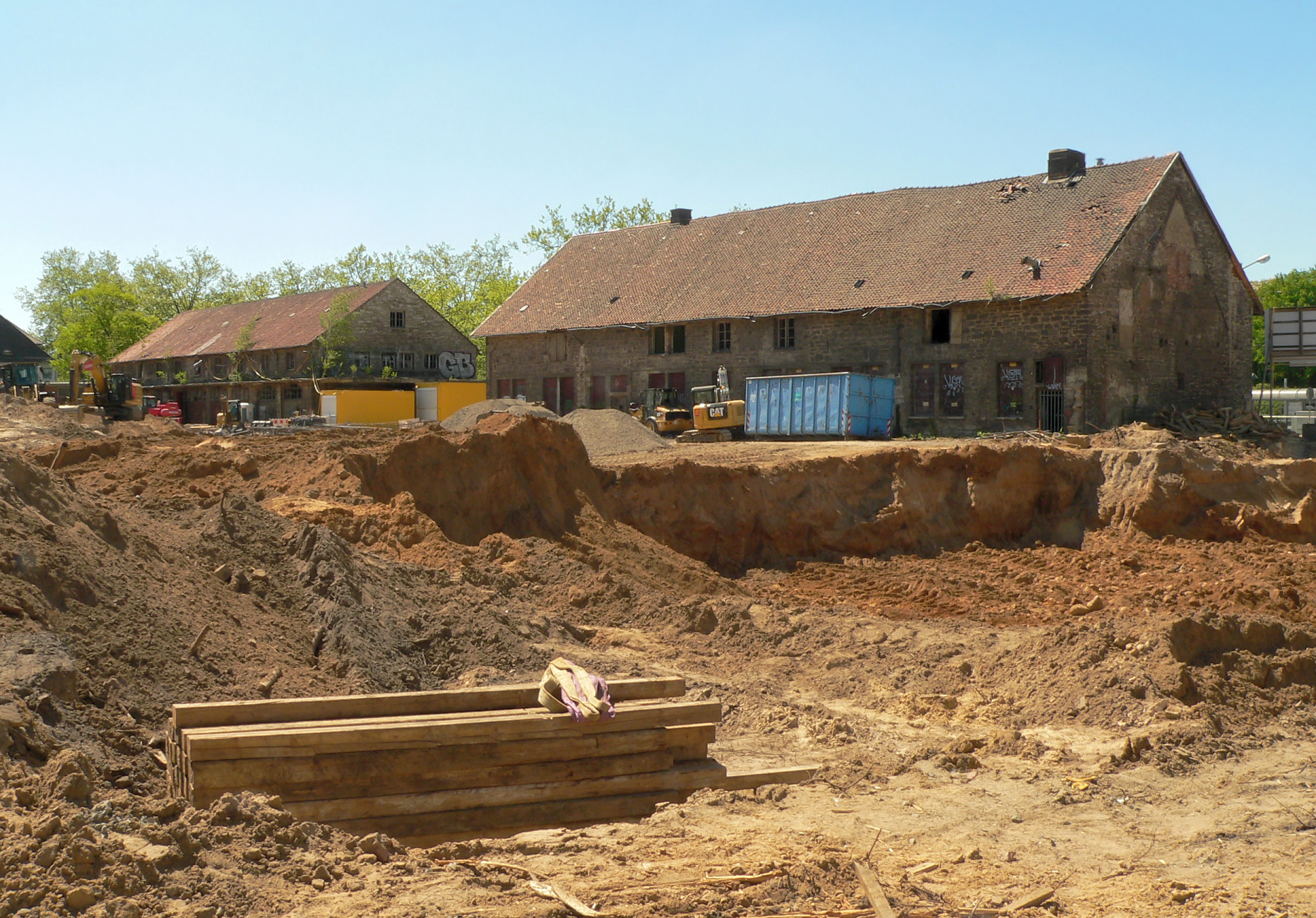
Lavori di costruzione sul sito, 2018

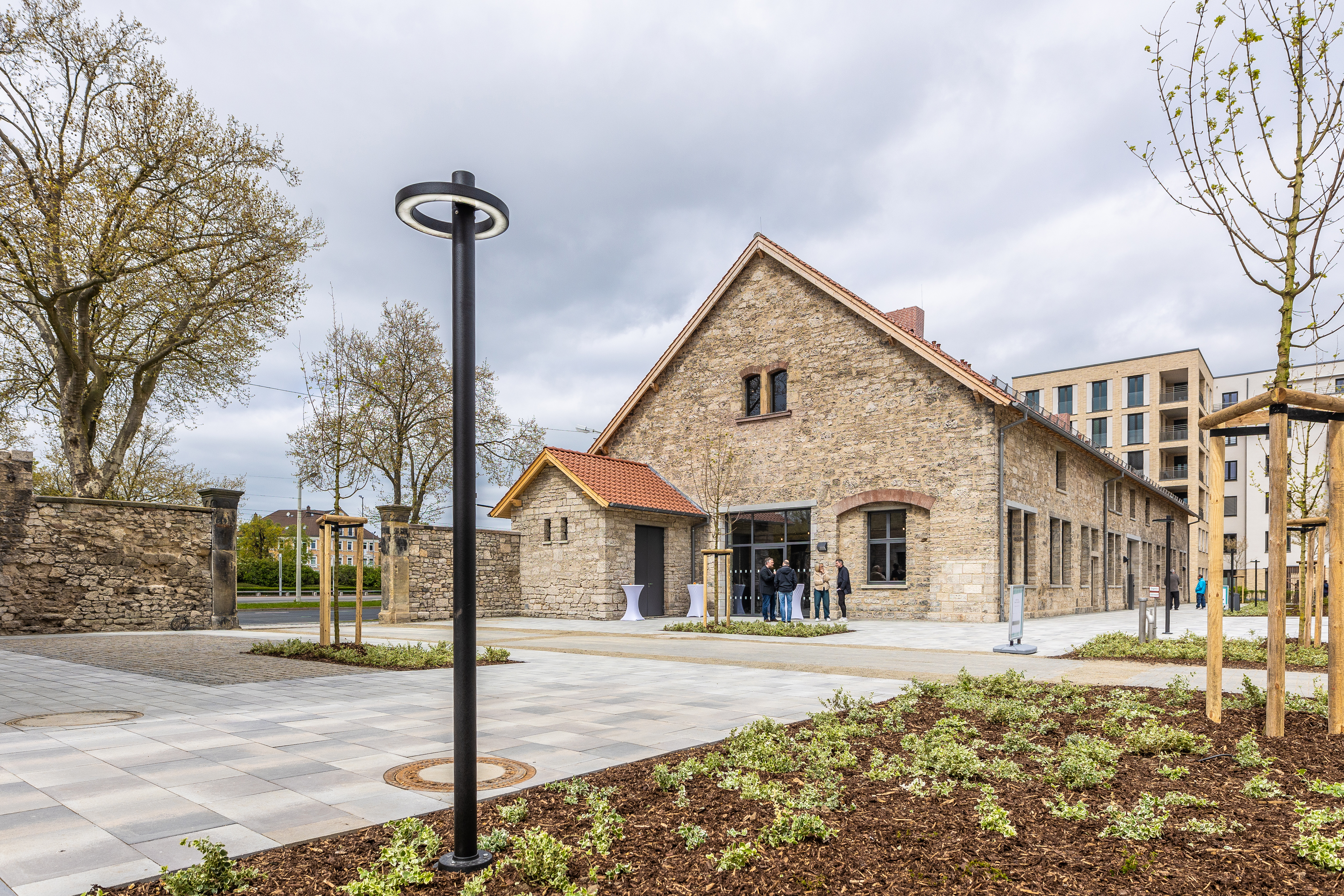
Aspetto della borgata nel 2023

Nel XVI e XVII secolo St. Leonhard subì molte devastazioni, soprattutto durante il conflitto armato tra la città libera di Braunschweig e i duchi di Braunschweig-Wolfenbüttel che volevano impossessarsi di quest'ultima.  Nel 1605 il duca Enrico Giulio attaccò l'insediamento e le sue truppe saccheggiarono la chiesa, distruggendo il borgo. Solo dopo che Braunschweig divenne sede ducale, fu ricostruito il villaggio nel 1675.
Dal 1860, l'insediamento di St. Leonhard crebbe gradualmente insieme alla città di Braunschweig; per esempio Leonhardstraße fu una delle prime strade a collegarsi alla città. 
Nel 1869 la borgata di St.Leonhard si sviluppò come una zona industriale, attorno alla linea ferroviaria che collegava Braunschweig con la città di Helmstedt.
In questo periodo, il monastero adiacente alla cappella di St.Leonhard venne sciolto come ordine nel 1888 e l'edificio parzialmente demolito nel 1890. Ciò che restava del complesso passò nelle mani del governo cittadino. Nel 1935, alcune unità del dipartimento di polizia si trasferirono qui, usando i locali dell'ex-monastero principalmente come scuderia, maneggio e come deposito di veicoli della polizia fino al 1978. 

### Nuovo utilizzo
Dopo che il deposito statale dei mezzi della polizia è rimasto inutilizzato per decenni, nel 2015 è stato presentato un concetto di riqualificazione dell'area. Sotto il nome di Quartier St. Leonhard, si è sviluppato un centro sociale integrativo in cui persone di diverse generazioni, comprese le persone con disabilità, possano vivere, lavorare e apprendere un mestiere. Nonostante la protezione dei monumenti storici, il maneggio e la scuderia sono stati demoliti per fa posto a cinque nuovi edifici da adibire come abitazioni e uffici.